# Chiovini Ferenc
Chiovini Ferenc (Besenyszög, 1899. november 16. – Budapest XII. kerülete, 1981. december 9.) Munkácsy Mihály-díjas magyar érdemes művész, festőművész.

## Életpályája
Az olasz származású Chiovini család sarja volt, családtagjai között sok művész található. A festő nagyapja, Chiovini (Egri) Antal Egerben volt hadbíró főhadnagy és 1848-as forradalmár. Chiovini Ferenc nagyapja később innen az Alföldre, Besenyszögre menekült az osztrák megtorlás elől családjával. Chiovini Ferencet itt érik első vizuális élményei: a szikes legelőkön az izzó nyári napon tikkadtan pihenő gulya, az esőtlen nyarakon könnyen kipattanó tüzek, amiket örömmel örökített meg már kamaszkorában is. Családja 1914-ben átköltözött Tiszapüspökibe. Szolnokon, a Verseghy Ferenc Gimnáziumban érettségizett. 1917 márciusában az olasz frontra került , vázlatfüzetében megörökítette a katonaélet mindennapjait. 1924-ben végez a Magyar Királyi Képzőművészeti Főiskolán, ahol olyan neves tanárai voltak, mint Balló Ede, vagy Rudnay Gyula. Nyaranta Vágó Pál − főiskolások részére szervezett − művésztelepén dolgozott Jászapátiban. 1925-ben szülőfalujában tűz pusztított, melyet festményen ábrázolt, ezen munkájával 1926-tól vendégtagságot, majd 1936 törzstagságot nyert a Szolnoki művésztelepre. Az 1930-as években olajfesték helyett temperát használt alkotásaihoz. 1935–36-ban a Római Magyar Akadémián (Accademia d’Ungheria) végzett tanulmányokat mint ösztöndíjas; az itt készült műveit III. Viktor Emánuel olasz király is megtekintette. Ferruccio Ferrazzi mestertől freskófestést is tanul a Római Királyi Szépművészeti Akadémia freskófestészeti tanfolyamán, aki elismerően nyilatkozott róla , és támogatta, hogy folytassa tanulmányait Rómában. 
A második világháború viharai alatt elhagyni kényszerült Szolnokot és 1944-ben Tiszapüspökiből költözött vissza a kifosztott művésztelepre. 1945-ben a Művésztelep újjáépítési munkáinak ellenőrzésére és irányítására létrehozott háromtagú Építés és Közmunkaügyi Igazgatóság főfelügyelője lett, melynek tagjaként a második világháborúban jelentős károkat szenvedett Művésztelep helyreállításán dolgozott.
A festészet mellett foglalkoztatta a közélet, alapító tagja volt a Tudományos Ismeretterjesztő Társulatnak, és a Nemzeti Szalon Művészeti Egyesületnek, de az irodalom és festészet kapcsolatáról és gyakorta vitatkozott Móricz Zsigmonddal, mondván "az írók csak magyarázni tudják a festészetet, jó vagy rossz megközelítéssel, de érdemben leírni nem...".
Egészen élete végéig járt Besenyszög és Szolnok határába, ahol farostlemezre készítette el impresszióit, melyekből töltekezett a műtermében festett nagyméretű képek készítéséhez. Ebben az időszakban stílusa letisztult, gyakran monumentálissá vált.
1981-ben hunyt el Budapesten, sírja a szolnoki temetőben van. 
Feleségével, a szintén festő, Wegling Irénnel 1927 június 14-én kötött házasságot, egy lányuk született Chiovini Márta.

## Munkássága
Festészetét a II. világháborút megelőzően elsősorban a szakrális munkák jellemzik. A háború végét követő változásokkal azonban fel kellett hagynia azzal a nagyszabású egyházművészettel, amit mindaddig folytatott. Monumentalitásra való igényét a plein-air festészetében teljesítette ki. „A színek harmonikus összecsengése [...] a visszafénylő árnyalatok izgalmasan élővé, mozgalmassá teszik a legkisebb részleteket is. A kontúrok oldottak, fények, árnyékok éltetik a formákat. Az a festői bravúr, ami [...] csak a legjobb Chiovini-képeken sűrűsödött, utolsó képein teljes gazdagságával jelentkezik a meglepő frissességgel, könnyedséggel készített vásznakon.„  Festményeit realizmus, mély, tüzes, élénk színek, erős színellentétek, egyre expresszívebbé váló kifejezésmód jellemzik. Ezek tárgya elsősorban az alföldi ember élete, a munka, az utazás, lakodalmak, vásárok, ünnepek. Figurális festészete mellett, tájképein ménesek, gulyák, vörös naplementék, országutak, lovaskompozíciók, szolnoki részletek, jelennek meg, az "ősi Alföld monumentalitása".
Műtermében több alkalommal fordultak meg japán galéria tulajdonosok és vitték külföldi pl. tokiói kiállításra képeit.
Szakrális munkásságából ki kell emelni, hogy 1932-ben felkérést kapott a jászszentandrási Szent Kereszt felmagasztalása templom freskóinak megfestésére, melyhez barátját a már tapasztalt Aba-Novák Vilmost kérte fel társául. A szolnoki Újvárosi Temetői Szentlélek templom freskóit a művész, az ornamentikát pedig felesége, Wegling Irén festőművésznő tervezte (1936). További freskóit találhatjuk Békésszentandráson (1939) a Szent András plébániatemplomban és szekkóit Cegléden (1955) a Szent Kereszt Felmagasztalása templomban. 1938-ban a Szent István emlékévben kultuszminiszteri elismerésben részesült a Lehel téri temploma szánt - Szent István térítő útja c. - freskótervéért.
Életművének egyik kiemelkedő része az a 15 nagy táblakép, amelyeken a Kiskörei Vízlépcső építését örökítette meg, melyek a művész nevét viselő teremben a mai napig megcsodálhatók a Közép-Tisza-vidéki Vízügyi Igazgatóság, Chiovini termében.
- Chiovini Ferenc szolnoki műtermében alkot.
- 1974: Hatvani Galéria ezüstdiplomája Chiovini Ferenc részére
- 1977: Tudományos Ismeretterjesztő Társulat Országos Elnöksége által kiadott Aranykoszorú 1.
- 1977: Tudományos Ismeretterjesztő Társulat Országos Elnöksége által kiadott Aranykoszorú 2.
- 1966: Munkácsy Mihály-díj I. fokozata
- 1973: Országos Vízügyi Hivatal elismerő oklevele a Kiskörei Víztározó építésében végzett munkájáért (Chiovini megfestette a víztározó építését és ma is egy nagytárgyaló viseli a nevét, Chiovini-terem).
- Chiovini Ferenc – Madonna, lánya Chiovini Márta és unokája Aszódi Mária zenei albumának borítóján.
- Chiovini Ferenc – római önarckép
- Chiovini Ferenc Nemzeti Szalon Művészeti Egyesület alapító tagsági-jegye
- Tűz a faluban, (1925). Olaj, vászon, 70 × 100 cm, j. j. l. „Chiovini F. 925”Szolnok, Damjanich János Múzeum, leltári szám: DM.70.40.1.
- Tiszai halászok, 70x100 olaj, farost, J.j.l.
- Ilka – tempera, vászon, j.j.l (1932) a Damjanich János Múzeum tulajdona
- Római házak (1936; Case Romane, tempera, vászon, 90 × 70 cm, j. j. l.) Magántulajdon
- Lovaskocsi hóban, olaj, vászon, J.j.l.
- Lakodalmasok (1934), 50x70, tempera, vászon, J.j.l
- Chiovini Ferenc - Szent István térítő útja; 1938-ban kultuszminiszteri elismerésben részesült freskóterv (bal, 1,5x2m) és annak a Lehel téri templom szentélyébe szánt változata (0,7x1,7m). Bemutatva az Országos Magyar Képzőművészeti Társulat Szent István jubileumi kiállításán a Műcsarnokban.

## Halála után, hagyatékénak utóélete
A művészről szülővárosában Besenyszögön utat (1986), iskolát (1996), parkot (1999, Hadházy Gergely Chiovini mellszobrával), neveztek el. 2007-ben Balogh Zoltán polgármester felavatta a Chiovini Emlékszobát, egy állandó kiállítással. Besenyszög város őrzi emlékét rendszeres kiállításokkal, városi programokkal. Chiovini Ferenc születésének 120. évfordulója alkalmából 2019 november 22-én a besenyszögi Wesniczky Antal Művelődési Házban, amin bejelentették a Chiovini Szövetség megalakulását, melynek célja a művész munkásságának, szellemi hagyatékának ápolása és terjesztése. Szolnokon 1996-ban nyílt meg a nevével fémjelzett Chiovini Galéria és 2017-ben Szolnokon utcát is neveztek el róla.
Hagyatékát lánya Chiovini Márta gondozta 2023-ban bekövetkezett haláláig, majd dédunokája dr. Hatvani István vette át az örökség ápolását.

### Chiovini 125 (2023. november – 2025 szeptember)
Chiovini Ferenc születésének 125. évfordulóját, kiállítások és rendezvények tették hangsúlyossá. Számos tárlat mellett (lásd Kiállítások fejezetet alább), 2023-ban a család útjára indította a Chiovini125 rendezvénysorozatot, melynek első eseménye a szolnoki Szigligeti Színházban 2023.11.16-án, a festő 124. születésnapján az Öreg színész portréja (Pajor Gyurka) leleplezése volt, amelyet még Chiovini Márta ajándékozott a színháznak..
2024 nyarán a jászberényi Hamza Gyűjtemény és Jász Galériával közösen fotópályázatot hirdettek Chiovini Ferenc freskói magyarországi templomokban címmel . Ezt követte 2024 szeptemberében az 1938-ban kultuszminiszteri elismerésben részesült, de azóta elveszett Szent István térítő útja c. freskóterv rekonstrukciójának leleplezése a szolnoki Damjanich János Múzeumban. Októberben folytatódott a jubileumi eseménysorozat a Ceglédi Városi Galériában, valamint a Ceglédi nagytemplomban egy szakrális kiállítással.
2024 telén a művész szülővárosában Besenyszögön egy hármas kiállítás nyílt, továbbá egy vitrin tárlat a szolnoki Damjanich János Múzeumban, és egy nagyszabású kiállítás szolnoki Chiovini Galériában. Emellett az M3 születésnapján sugározta portréfilmjét és az M5 Librettó is szentelt egy adást munkásságának. 2025 elején a jászberényi Hamza Galéria bemutatta freskófestészetét egy tárlaton, míg a Chiovini 125 záróprogramjaként festményeit Tiszafüreden mutatták be, hiszen ő örökítette meg a Kiskörei vízlépcső építési munkáit.

## Kiállítások

### Egyéni kiállítások
- 1930 • Nemzeti Szalon, Budapest
- 1934 • Jászszentandrási freskók, Egyházművészeti kiállítás (Aba-Novák Vilmossal), Róma
- 1938 • Szent István jubileumi kiállítás
- 1954 • Ernst Múzeum, Budapest (gyűjteményes)
- 1959 • Pécs, Szolnok
- 1977 • Városi Tanács díszterme, Szolnok
- 1979 • Csók Galéria, Budapest (megnyitotta Pogány Ö. Gábor a Magyar Nemzeti Galéria igazgatója); Szolnoki Galéria, Szolnok.
- 1981 • Charlottenborg, Németország (CORNER csoport meghívására)[6]
- 1982 • Szolnoki Művésztelep; 1991 • Szolnoki Városháza Nagyterme; 1999 • Szolnoki Művésztelep; jelenleg a Szolnoki Önkormányzat Galériáján látható
- 1982 • Csók Galéria, Budapest (emlékkiállítás)[6] (megnyitotta: D. Fehér Zsuzsa művészettörténész)
- 1993 • Opera Galéria, Budapest.[6]
- 1995 • Árkád Galéria: Fényes Adolf terem, Budapest (emlékkiállítás).[6]
- 1999 • Hegyvidék Helytörténeti Galéria, Budapest.[6][28]
- 2000 • Fészek Művészklub, Budapest
- 2004 • "Arcvonal" Irodalmi kávéház, Budapest
- 2006 • Barabás-villa, Budapest.
- 2013 • Templom Galéria, Eger (életmű-kiállítás).[29]
- 2016 • Vollnhofer ArtStudio, Budapest (A római ösztöndíjtól a Munkácsy-díjig) – vándorkiállítás. Megnyitotta: Prof. Prokopp Mária művészettörténész
- 2016 • Wesniczky Antal Művelődési Ház és Könyvtár, Besenyszög (A római ösztöndíjtól a Munkácsy-díjig) – vándorkiállítás.
- 2017 • Kossuth Művelődési Központ, Cegléd (A római ösztöndíjtól a Munkácsy-díjig) – vándorkiállítás.[30]
- 2019 • Chiovini Galéria, Szolnok (Találkozások Chiovinivel).[31]
- 2023 • Szigligeti Színház, Szolnok, Öreg színész portréja (Pajor Gyurka) leleplezése, amit a család a színháznak ajándékozott[15][16][17]
- 2024 • Damjanich János Múzeum, Szolnok (Freskóterv rekonstrukció leleplezés)[18]
- 2024 • Ceglédi Galéria, a Kossuth Művelődési Központ kiállítóterme, Cegléd (Négy évszak az Alföldön)[20]
- 2024 • Szent Kereszt Katolikus Templom , Cegléd (Chiovini szekkók és szakrális kiállítás)[21]
- 2024 • Damjanich János Múzeum, Szolnok (vitrintárlat)[23]
- 2024 • Wesniczky Antal Művelődési Ház és Könyvtár & Besenyszögi Önkormányzat Chiovini terme, Vehiculum ház Chiovini emlékszoba, Besenyszög, hármas jubileumi kiállítás[22]
- 2024 • Chiovini Galéria, Szolnok (Szolnok ecsettel)[32][25][24]
- 2025 • Hamza Gyűjtemény és Jász Galéria, Jászberény (Chiovini Ferenc freskói magyarországi templomokban)[33][26]
- 2025 • Kiss Pál Múzeum, Tiszafüred (Festő a Tiszánál)[34][27]

### Csoportos kiállítások
- 1926 • Tavaszi Szalon
- 1927 • Magyar táj- és életképkiállítás, Tavaszi Szalon
- 1928 • Szolnoki művésztelep kiállítás[3] • Műcsarnok és Nemzeti Szalon, Budapest • XVI Velencei biennale[3]
- 1929 • Nürnberg [3]• Tavaszi Szalon; Nemzeti Szalon csoportkiállítása
- 1930 • Egyházművészeti kiállítás
- 1931 • Szolnoki Művésztelep kiállítás • Barcelona, Őszi tárlat[3]
- 1932 • XVIII. Velencei Biennálé, Velence • A Nemzeti Szalon nagy téli tárlata, Budapest
- 1934 • Arte Sacra – oltárképek, Róma [3]• Nemzeti Szalon, Budapest
- 1936 • Bécs (reprezentatív kiállítás) [3]• Ösztöndíjasok kiállítása, Róma [3] • Szolnoki Művésztelep kiállítás
- 1938 • Országos Magyar Képzőművészeti Társulat Szent István jubileumi kiállítása, Műcsarnok, Budapest[12]
- 1940 • A Magyar Művészetért.
- 1941 • A Szolnoki Művésztelep jubileumi kiállítása[7][35]
- 1942 • VI. Nemzeti Képzőművészeti Kiállítás, Kolozsvár[36]
- 1943 • Szolnoki Művésztelep kiállítása, Nagyavárad[37]
- 1953 • Megyei képzőművészek kiállítása, Szolnok Városi Tanács díszterme[7]
- 2013 • Kortárs festők kiállítása, Hegyvidék Helytörténeti Galéria, Budapest
- 2014 • "Itáliában láttam" A Római Collegium Hungaricum emlékezete 1928-1943, Molnár C. Pál Galéria, Budapest, 2014.[38]
- 2017 • 20. századi szolnoki művészek alkotásai, Szoboszlai Galéria, Szolnok[39]
- 2017 • A hónap műtárgya, Chiovini Ferenc: Szolnoki Piacnál, Szikra Galéria, Jászberény[40]
- 2019 • A hónap műtárgya, Chiovini Ferenc: Zagyva a Tabánnál, Szikra Galéria, Jászberény[41]
- 2022 • Felsőkrisztinavárosi Keresztelő Szent János Plébánia Múzeuma, Budapest[42]
- 2023 • Ars Sacra, Jásszentandrás: Kiállítás a jászszentandrási templom freskóinak 90. évfordulóján[43]
- 2023 • Jászfényszaru, A Magyar egyházművészet újjászületése a Jászságban – a Chiovini és Aba-Novák örökség[44]
- 2025 • „Szép vagy Alföld, legalább nekem szép…”, Budapest, Esernyős Galéria Óbuda[45]
- 2025 • Szolnok ispán öröksége, Szolnoki Galéria; kiállítva Ilka (tempera, vászon, 1932)
- 2025 • ARS SACRA a jászszentandrási templom időtlen falai - Aba-Novák Vilmos és Chiovini Ferenc [46][47]

## Művek közgyűjteményekben
- Damjanich János Múzeum, Szolnok
- Móra Ferenc Múzeum, Szeged
- Magyar Nemzeti Galéria, Budapest[48]
- Tornyai János Múzeum és Alföldi Galréia, Hódmezővásárhely
- Vechiculum-Ház Besenyszög, Chiovini Ferenc Emlékszoba, Besenyszög

## Díjai, kitüntetései
- 1938: A Szt. István jubileumi kiállításon kultuszminiszteri elismerésben részesült[6]
- 1963: Szegedi Országos Nyári Tárlat I. díj[6]
- 1964: A Szegedi Országos Nyári Tárlat első díja[6]
- 1966: Munkácsy Mihály-díj I. fokozata[6]
- 1968: Szolnok megye művészeti díja[6]
- 1970: Mezőgazdaság a Képzőművészetben Edosz-díj[6]
- 1973: Szakszervezetek Szolnok megyei Díja[6]
- 1973: Szolnok város "Pro urbe" díja[6]
- 1973: Országos Vízügyi Hivatal elismerő oklevele a Kiskörei Víztározó építésében végzett munkájáért (Chiovini megfestette a víztározó építését és ma is egy nagytárgyaló viseli a nevét, Chiovini terem).
- 1974: Érdemes művész[6]
- 1974: Hatvani Galéria ezüstdiplomája
- 1975: I. Szolnoki festészeti triennálé. Ember és természet témakör II. díj
- 1977: Tudományos Ismeretterjesztő Társulat Országos Elnöksége által kiadott Aranykoszorú